# Parafia Najświętszej Maryi Panny Królowej Polski w Tomaszowie Mazowieckim

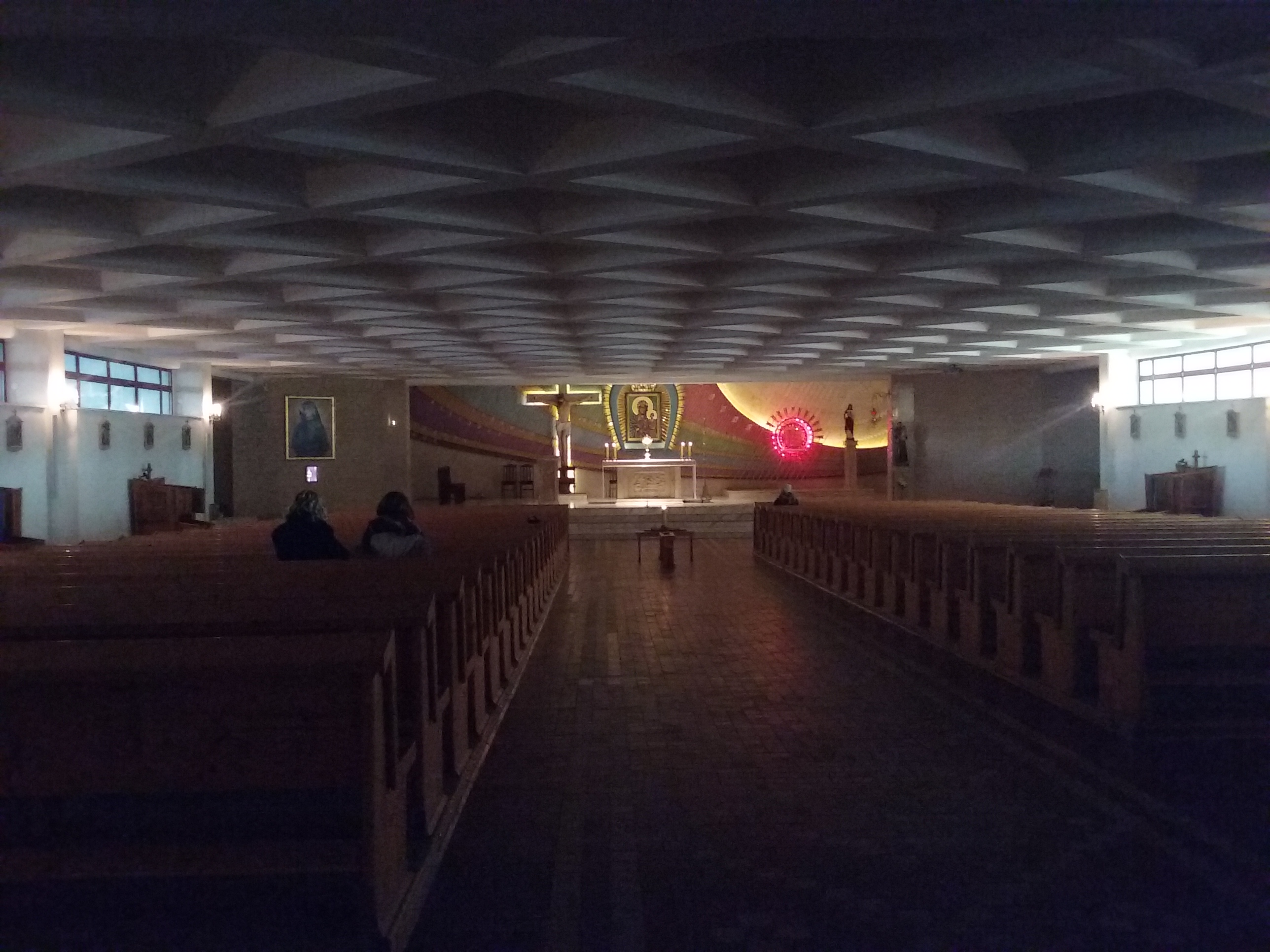
Świątynia dolna

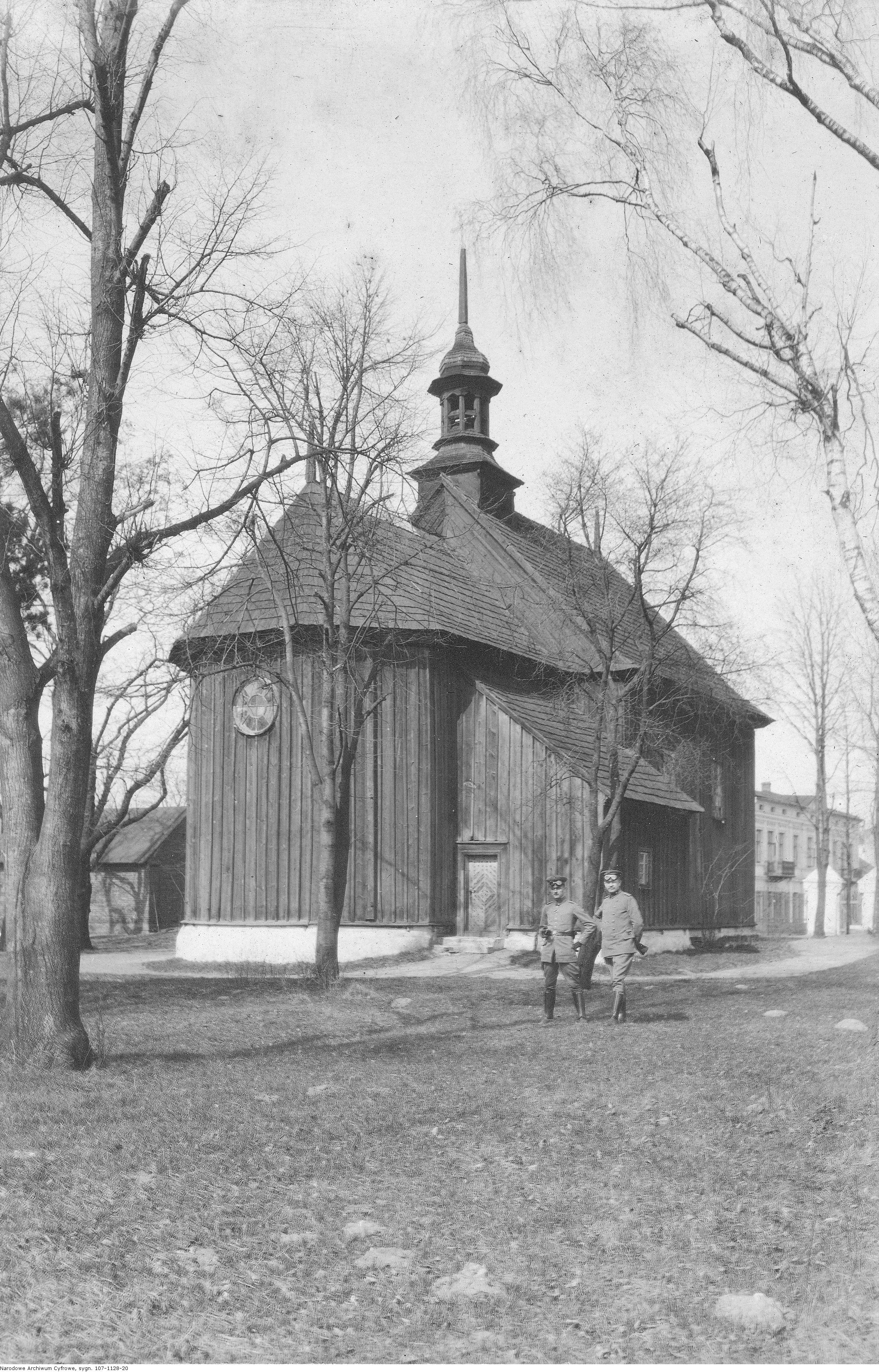
Istniejący na terenie parafii od 1825 roku drewniany kościół pw. św. Wacława. W 1987 roku przeniesiony do wsi Twarda. Zdjęcie z 1916 roku, w tle kamienica na rogu ulicy Krzyżowej i Słowackiego

Parafia NMP Królowej Polski w Tomaszowie Mazowieckim – parafia rzymskokatolicka leżąca na terenie archidiecezji łódzkiej w dekanacie tomaszowskim. Teren parafii jest najstarszym miejscem kultu sakralnego Kuźnic Tomaszowskich, a następnie Tomaszowa Mazowieckiego. Od przełomu XVIII i XIX wieku znajdował się tutaj pierwszy cmentarz grzebalny, a od 1825 roku pierwszy obiekt sakralny powstającego miasta – kościół pw. św. Wacława.

## Historia
Kościół budowany w latach 1981–1987. Styl współczesny według projektu architekta Leopolda Taraszkiewicza z Gdańska. 28 IX 1982 r. bp Władysław Ziółek poświęcił dolny kościół; 15 V 1983 r. bp Józef Rozwadowski poświęcił górny kościół. 7 X 1983 r. bp Józef Rozwadowski ustanowił tytuł kościoła i parafii NMP Królowej Polski. Konsekrowany 31 V 1987 r. przez bpa Władysława Ziółka.

## Wyposażenie kościoła
Ołtarze granitowo-marmurowe w dolnym i górnym kościele, rzeźba Matki Bożej Królowej Polski autorstwa Wojciecha Gryniewicza na ołtarzu głównym, organy, 4 dzwony, ławki w dolnym i górnym kościele; witraże wokół prezbiterium górnego kościoła; Droga Krzyżowa, instalacje nagłaśniające w górnym i dolnym kościele.

## Plebania
Zbudowana w 1957 roku – drewniana. W 1987 roku dobudowana z cegły.

## Kaplice
- Kaplica w Szpitalu Rejonowym, Tomaszów Maz., ul. Jana Pawła II 35
- Kaplica w Domu Pomocy Społecznej, Tomaszów Maz., ul. Jana Pawła II

## Grupy parafialne
Ruch Światło-Życie

## Zabytki
- Pietà z ok. 1420 roku.
- Obraz św. Józefa z przełomu XVIII i XIX wieku.
- Na cmentarzu kościelnym pomniki grobowe, m.in. Zofii Gozdowskiej (1847).
- Epitafium Otolii z Lenartowiczów 1841.
- Rzeźba Matka Boża Królowa Polski na ołtarzu głównym kościoła, której autorem jest artysta rzeźbiarz Wojciech Gryniewicz.